# Ханум, Билкис
Билкис Ханум (25 декабря 1948, Лахор — 21 декабря 2022, Карачи) — пакистанская певица
. Она была четвёртой женой классического ситариста Наваза Раис Хана.
Ханум была наиболее известна своими работами в фильме «Melay Sajna Day» (1972) и телепередаче Nai Zindagi Naya Jeevan (1968).
Ханум умерла 21 декабря 2022 года в Карачи.